# Iglesia de San Nicolás (Mir)
La Iglesia de San Nicolás (en bielorruso: Касцёл Святога Мікалая; en ruso: Николаевский костёл) es el nombre que recibe un edificio religioso que pertenece a la Iglesia Católica y se encuentra en Mir, una localidad de la provincia de Grodno en el país europeo de Bielorrusia. Se trata de una iglesia renacentista con características defensivas encargada por Mikołaj Krzysztof llamado "el Huérfano" Radziwill. Probablemente fue diseñado por Giovanni Maria Bernardoni y erigida sin su participación personal entre los años 1599 y 1605. La torre de la iglesia fue destruida en parte durante el período soviético, pero fue recientemente restaurada. El templo está incluido en las propiedades culturales de Bielorrusia (código 411G000319). 